# Deficit di ialuronidasi
La mucopolisaccaridosi IX (detta anche deficit di ialuronidasi, MPS IX o deficit di acido ialuronico) è una malattia da accumulo lisosomiale facente parte del gruppo delle mucopolisaccaridosi. In questa patologia specifica, peraltro rarissima, si riscontra una mancata sintesi enzimatica dell'acido ialuronico, con conseguenti disturbi sistemici.

## Epidemiologia
Si tratta di una malattia estremamente rara. Nel 2001, ad esempio, c'è stata in tutto il mondo una sola nuova diagnosi di questo stato morboso.

## Sintomatologia
Attorno alle articolazioni proliferano masse inusuali di tessuti molli. Queste masse tendono a originare gonfiore, con conseguente dolore, che si presenta in forma intermittente. Un esame radiografico mostra facilmente degli inizi di erosione delle ossa, e la presenza di masse molli anche all'interno dell'organismo. In questa malattia si presentano alcuni tratti somatici tipici degli individui affetti da tutte le mucopolisaccaridosi, tuttavia la statura rimane normale (salvo rare eccezioni), ed il sistema circolatorio non sembra mostrare grosse degenerazioni, così come il cuore, che generalmente è uno degli organi più colpiti da questo gruppo di malattie. Il ritardo mentale, inoltre, è quasi sempre assente, con conseguente intelligenza nella media.

## Terapia
Non esiste una terapia definitiva, tuttavia si possono effettuare somministrazioni, in modo specifico, di acido ialuronico per iniezione sottopelle, con benefici sia pure temporanei, ma evidenti.

## Prognosi
L'aspettativa di vita sembra subire pochissime modificazioni in relazione a questo stato morboso. Gli individui affetti da questa patologia possono pertanto condurre una vita relativamente normale, e la loro sopravvivenza è lunga.